# بغلان
بغلان مدينة تقع في ولاية بغلان بأفغانستان. تأسست في حدود العام 1960. تقع شرق نهر كندوز بثلاث أميال، و 1700 قدماً فوق مستوى سطح البحر. تعتبر المدينة مركزاً هاماً لإنتاج شمندر السكر بالنسبة للبلاد، كما ينتج ويصنع فيها القطن. في عام 1965 قدر عدد سكانها بحوالي 92432 نسمة.
ولاية بغلان (بغلان:دری) من إحدی المحافظات الـ 34 بأفغانستان تقع شمالي البلاد. مساحتها حوالی 17109 کيلو متر مربع بينما يصل عدد سکانها إلی أکثر من 1752300 نسمة وعاصمتها بُل خُـمري.
بغلان من المحافظات الزراعية والصناعية والتی تشتهر أيضاً بأرزها الغني وفيها عدد من المناجم يشمل الفحم الحجري والاسمنت بالإضافة إلی مصنع للحبوب والسکر والذي شهداً انفجاراً هائلاً في نوفمبر 2007 مما أدی إلی مقتل أکثر من 100 مواطن أفغاني وعدداً من أعضاء بالبرلمان الأفغاني بينهم مصطفي کاظمي. تتواجد ببغلان جامعة وکليات عدة ومن بينها کلية الزراعة وکلیه لسان.

## المناخ
يظهر الجدول التالي التغييرات المناخية على مدار السنة لبغلان:
| البيانات المناخية لـبغلان         | البيانات المناخية لـبغلان | البيانات المناخية لـبغلان | البيانات المناخية لـبغلان | البيانات المناخية لـبغلان | البيانات المناخية لـبغلان | البيانات المناخية لـبغلان | البيانات المناخية لـبغلان | البيانات المناخية لـبغلان | البيانات المناخية لـبغلان | البيانات المناخية لـبغلان | البيانات المناخية لـبغلان | البيانات المناخية لـبغلان | البيانات المناخية لـبغلان |
| الشهر                             | يناير                     | فبراير                    | مارس                      | أبريل                     | مايو                      | يونيو                     | يوليو                     | أغسطس                     | سبتمبر                    | أكتوبر                    | نوفمبر                    | ديسمبر                    | المعدل السنوي             |
| --------------------------------- | ------------------------- | ------------------------- | ------------------------- | ------------------------- | ------------------------- | ------------------------- | ------------------------- | ------------------------- | ------------------------- | ------------------------- | ------------------------- | ------------------------- | ------------------------- |
| متوسط درجة الحرارة الكبرى °م (°ف) | 8.3 (46.9)                | 10.9 (51.6)               | 16.1 (61.0)               | 22.1 (71.8)               | 29.1 (84.4)               | 35.6 (96.1)               | 37.4 (99.3)               | 36.2 (97.2)               | 31.8 (89.2)               | 24.8 (76.6)               | 15.4 (59.7)               | 9.4 (48.9)                | 23.1 (73.6)               |
| المتوسط اليومي °م (°ف)            | 3.0 (37.4)                | 5.7 (42.3)                | 10.7 (51.3)               | 16.2 (61.2)               | 21.5 (70.7)               | 26.3 (79.3)               | 28.3 (82.9)               | 26.6 (79.9)               | 22.2 (72.0)               | 16.2 (61.2)               | 8.7 (47.7)                | 4.0 (39.2)                | 15.8 (60.4)               |
| متوسط درجة الحرارة الصغرى °م (°ف) | −2.2 (28.0)               | 0.5 (32.9)                | 5.4 (41.7)                | 10.3 (50.5)               | 13.9 (57.0)               | 17.1 (62.8)               | 19.2 (66.6)               | 17.0 (62.6)               | 12.6 (54.7)               | 7.7 (45.9)                | 2.1 (35.8)                | −1.3 (29.7)               | 8.5 (47.4)                |
| المصدر: Climate-Data.org          |                           |                           |                           |                           |                           |                           |                           |                           |                           |                           |                           |                           |                           |